# 過程決策程式圖法
過程決策程式圖法（Process Decision Program Chart）簡稱PDPC，是協助建立应急计划的技術。PDPC強調的是識別活動計劃中失效的後續影響，並且建立適當的应急计划來限制風險。PDPC可應用在過程圖或計劃樹圖中的任務，但會增加其中的層次。PDPC屬於品管新七大手法中的一項

## 方法論
針對活動圖中最底層的活動，PDPC會增加以下的層次：
1. 識別可能會出錯的事（失效模式或是風險）
2. 失效後的結果（結果或影響）
3. 可能的對策（風險緩釋行動計劃）[1]

## 類似技術
- PDPC類似失效模式与影响分析（FMEA），都會識別風險、失效結果以及应急计划。FMEA會依各潛在失效點的相對風險來加以評級。
- 撥雲（英语：Evaporating Cloud）也稱為衝突圖，是用在衝突管理以及問題解決上的類似視覺化技術。將概念分為一些小幅的修改，以便分析確認。

## 延伸閱讀
- Tague, Nancy. . ASQ Quality Press. 2004: 428–430. ISBN 0-87389-639-4.
- Goal QPC, David. . Goal QPC Press. 1994: 160–162. ISBN 1-879364-44-1.